# Nothokemas
Nothokemas White, 1947 è un genere estinto di erbivoro terrestre appartenente alla famiglia Camelidae, endemico del Nord America dall'Oligocene al Miocene; è esistito per circa 10,757 milioni di anni.

## Tassonomia
Il genere è stato inserito nei Camelidae da J. G. Honey et al. nel 1998.

## Morfologia
Quattro esemplari sono stati esaminati per la massa corporea stimata da M. Mendoza, CM Janis e P. Palmqvist. Si stima che questi pesavano:
- 73,8 kg (160 libbre)
- 78,8 kg (170 lb)
- 48,0 kg (110 libbre)
- 52,3 kg (120 lb)

## Distribuzione fossile
La distribuzione di questi fossili è concentrata lungo la costa del Golfo del Texas e Florida in 11 siti diversi.